# Кортні Шилі
Кортні Шилі (англ. Courtney Shealy, 12 грудня 1977) — американська плавчиня.
Олімпійська чемпіонка 2000 року.
Призерка Чемпіонату світу з водних видів спорту 2001 року.
Переможниця Панамериканських ігор 2003 року.